# Anna de Lusignan

Escut d'armes dels darrers reis de Xipre.

Anna de Lusignan o Anna de Xipre (1418 Regne de Xipre - Ginebra, Savoia 1462) fou una princesa de Xipre i duquessa consort de Savoia.

## Antecedents familiars
Va néixer el 24 de setembre de 1418 sent filla de Janus de Xipre i Carlota de Borbó. Era neta per línia paterna de Jaume I de Xipre i Helvis de Brunswick-Grubenhagen, i per línia materna de Joan I de la Marca i Caterina de Vendôme. Fou germana del també rei Joan III de Xipre.
Morí l'11 de novembre de 1462 a la ciutat de Ginebra.

## Núpcies i descendents
Es va casar el 12 de febrer de 1434 a la ciutat de Chambéry amb el futur Savoia Lluís I de Savoia. D'aquesta unió tingueren:
- Amadeu IX de Savoia (1435-1472), duc de Savoia
- Maria de Savoia (1436-1437)
- Lluís de Savoia (1436-1482), comte de Ginebra i rei de Xipre; casat el 1447 amb Annabela d'Escòcia i el 1459 amb Carlota de Xipre
- Felip II de Savoia (1438-1497), duc de Savoia
- Margarida de Savoia (1439-1483), casada el 1458 amb Joan IV de Montferrat i el 1466 amb Pere II de Brienne
- Joan II de Ginebra (1440-1491), comte de Ginebra
- Pere de Savoia (1440-1458), bisbe de Ginebra
- Joan de Faucigny (1440-1491)
- Carlota de Savoia (1441-1483), casada el 1451 amb el rei Lluís XI de França
- Aimone de Savoia (1442-1443)
- Jaume de Savoia (1445)
- Agnès de Savoia (1445-1508)
- Joan Lluís de Savoia (1447-1482), bisbe de Ginebra
- Maria de Savoia (1448-1475)
- Bonna de Savoia (1449-1503), casada el 1468 amb Galeazzo Maria Sforza
- Jaume de Romont (1450-1486)
- Anna de Savoia (1452)
- Francesc de Savoia (1454-1490), arquebisbe
- Joana de Savoia